# Mémoires physico-chimiques sur l'influence de la lumière solaire pour modifier les êtres des trois règnes de la nature
Mémoires physico-chimiques sur l'influence de la lumière solaire pour modifier les êtres des trois règnes de la nature (del francés, «Memorias físico-químicas sobre la influencia de la luz solar para modificar a los seres de los tres reinos de la naturaleza», 1782) es una obra escrita por el botánico suizo Jean Senebier (1742-1809).
Aunque Marcello Malpighi y Stephen Hales habían demostrado que buena parte de la energía que las plantas obtienen de su entorno tiene que provenir del aire, no hubo avances significativos en esta materia hasta que Charles Bonnet observó que las hojas sumergidas en agua forman burbujas de un gas, que Joseph Priestley identificó más tarde como oxígeno. Jan Ingenhousz probó la desaparición simultánea del dióxido de carbono; pero fue Senebier quien demostró claramente en esta obra que esta actividad se limita a las partes verdes de la planta y tiene lugar solo cuando están expuestas a la luz solar, dando por primera vez una visión completa del proceso de fotosíntesis en términos estrictamente químicos, aunque Senebier creía que el anhidrido carbónico necesario provenía del agua, y no del aire, como más adelante se demostraría.